# Andregoto Galíndez
Andregoto Galíndez († nach dem 29. Juni 971) war die letzte Gräfin von Aragón in der Mitte des 10. Jahrhunderts aus dem Haus Galíndez. Sie war die Erbtochter des Grafen Galindo II. Aznárez und dessen zweiter Frau Sancha Garcés. Durch ihre Ehe mit König García I. († 970) fiel die Grafschaft Aragón an das Königreich Navarra.
Ihr Vater war zwischen den Jahren 922 und 924 gestorben, so dass Andregoto offenbar als dessen ältestes überlebendes Kind die Nachfolge in Aragón antreten konnte. Am 9. März 933 bestätigte der gerade erst mündig gewordene König García I. von Navarra in einer Urkunde mehrere Schenkungen vorangegangener Grafen von Aragón an die Abtei San Pedro de Siresa. Andregoto selbst tritt in dieser Urkunde nicht namentlich in Erscheinung, allerdings kann dieses Dokument auf eine bereits verhandelte Ehe mit dem König verweisen. Wann genau die Ehe vollzogen wurde, ist unklar; aus ihr ging als einziges Kind der spätere König Sancho II. († 994) hervor. Vor dem Jahr 943 musste sich Andregoto aus nicht näher bekannten Gründen von García I. trennen, da in jenem Jahr erstmals dessen zweite Frau Teresa urkundlich genannt wird. Allerdings führte sie noch ein langes Leben. Letztmals tritt sie am 29. Juni 971 in Erscheinung, als sie gemeinsam mit ihrem Sohn und dessen Ehefrau Urraca von León eine Schenkung an die Abtei San Pedro de Siresa tätigte.